# بيريز برادو
داماسو بيريز برادو (11 ديسمبر 1916 في ماتانساس، كوبا - 14 سبتمبر 1989 في مدينة مكسيكو) كان ملحناً وموسيقياً كوبي وكان في وقته يُعرف باسم ملك مامبو.

## حياته
كانت والدته معلمة. تعلم في مرحلة الطفولة عزف الموسيقى الكلاسيكية على البيانو. أصبح فيما بعد يعزف على آلة أورغل والبيانو في نوادي المنطقة. اشتغل في الأربعينات من القرن الماضي في هافانا. في عام 1948 سافر إلى المكسيك أين قضى الجزء الأكبر من حياته المهنية فيها. وهناك تخصص في موسيقى المامبو، واستطاع أن يساهم بشكل كبير في تحقيق شعبية لهذا النوع الموسيقي. ألف مقطوعات شهيرة جعلته أيضاً معروفاً مثل مامبو 5 ومامبو 8 ومعزوفة شيري بينك التي حازت على المرتبة الأولى ولمدة عشرة أسابيع في الولايات المتحدة.
توفي بيريز برادو في مدينة ميكسيكو عن عمر الثانية والسبعين.

## روابط خارجية
- بيريز برادو على موقع IMDb (الإنجليزية)
- بيريز برادو على موقع ميوزك برينز (الإنجليزية)
- بيريز برادو على موقع أول موفي (الإنجليزية)
- بيريز برادو على موقع قاعدة بيانات الأفلام السويدية (السويدية)
- بيريز برادو على موقع إن إن دي بي (الإنجليزية)
- بيريز برادو على موقع أول ميوزيك (الإنجليزية)
- بيريز برادو على موقع ديسكوغز (الإنجليزية)
- بيريز برادو على موقع قاعدة بيانات الفيلم (الإنجليزية)
- بيريز برادو على موقع كينوبويسك (الروسية)